# Prokopij Zubarev
Prokopij Timofejevitj Zubarev (ryska: Прокопий Тимофеевич Зубарев), född i februari 1886 i Guvernementet Vjatka, död 15 mars 1938 i Kommunarka, Moskva, var en bolsjevikisk politiker. Han var åren 1934–1937 ställföreträdande folkkommissarie för jordbruket. Zubarev tillhörde gammalbolsjevikerna.

## Biografi
Prokopij Zubarev föddes år 1886 i en bondefamilj och blev bolsjevik. Från 1915 till 1917 tjänstgjorde han i den kejserliga armén.
I samband med den stora terrorn greps Zubarev och åtalades vid den tredje och sista Moskvarättegången (emellanåt kallad rättegången mot höger- och trotskistblocket) för att ha saboterat livsmedelsförsörjningen samt för att ha varit tsaristagent. Zubarev dömdes till döden och avrättades genom arkebusering.
Prokopij Zubarev rehabiliterades 1965.